# Кауно-Воке
Кауно-Воке (также Каунасская Воке, ранее Ковенская Вака, Вака-Ковеньска, лит. Kauno Vokė, пол. Waka Kowieńska) — бывшая деревня в Лентварском старостве, в Тракайском районе Вильнюсского уезда Литвы. Располагалась на левом берегу реки Воке, на западе от Григишек, сегодня включена в его состав.

## История
Упоминание о деревне есть на картах Шуберта 1860 года, где обозначена под названием Вака Ковеньска, на польских картах 1925 и 1933 годов обозначена под польским названием Waka Kowieńska, на советских картах 30-х годов обозначена как Ковенская Вака, на картах 1940 года — Вака Ковеньска. В 1950-х годах деревня была включена в состав Григишек, сегодня на месте бывшей деревни проходит улица Кауно Вокес (лит. Kauno Vokės gatvė), её длина составляет 0,9 км.